# Гукасова, Эмма Самсоновна
Эмма Самсоновна Гукасова (в замужестве - Мкртычева) (23 июня 1928 — 11 сентября 1994) — передовик советского сельского хозяйства, звеньевая колхоза имени Карла Маркса, город Кизляр Грозненской области, Герой Социалистического Труда (1949).

## Биография
Родилась в 1928 году в городе Моздок, Ставропольского края, ныне Северной Осетии в армянской семье виноградаря.
До начала Великой Отечественной войны вся семья в связи с работой отца переехала в колхоз имени Карла Маркса Кизлярского района Грозненской области.
Позже трудоустроилась в этот колхоз и стала работать звеньевой звена виноградарей. По итогам уборки урожая в 1948 году её звено получило высокий урожай винограда - 167 центнеров с гектара на площади 3,4 гектара.     
Указом Президиума Верховного Совета СССР от 17 сентября 1949 года за получение высоких показателей в сельском хозяйстве и рекордные урожаи винограда Эмме Самсоновне Гукасовой было присвоено звание Героя Социалистического Труда с вручением ордена Ленина и медали «Серп и Молот».   
Продолжала работать в колхозе, добивалась высоких результатов. С 1966 года работала в сельской библиотеке колхоза имени Карла Маркса. В 1967 году её семья переехала жить в город Железноводск Ставропольского края. Трудоустроилась в санаторий имени Кирова. Вышла на заслуженный отдых в 1990 году.  
Проживала в городе Железноводске. Умерла 11 сентября 1994 года.

## Награды
За трудовые успехи была удостоена:
- золотая звезда «Серп и Молот» (17.09.1949)
- орден Ленина (17.09.1949)
- другие медали.